# Faggots (romance)
Faggots é um romance de Larry Kramer, de 1978. Trata-se de um retrato satírico da comunidade gay  de Nova Iorque nos anos 1970, quando ainda não tinha surgido a SIDA. O romance, que descreve o sexo promíscuo e o uso de drogas recreativas, provocou polémica e foi condenado por alguns elementos da comunidade gay. 

## Receção
Faggots foi influente ao longo dos anos, embora muitos tenham criticado Kramer pela sua negatividade em relação ao sexo e pelo seu estilo de escrita. Após o seu lançamento, o livro chegou mesmo a ser proibido na única livraria gay de Manhattan.  No entanto, com o advento da crise da SIDA, no início dos anos 1980, descobriu-se que o uso de drogas, o sexo com múltiplos parceiros e outros comportamentos condenados em Faggots aumentavam o risco de infeção por HIV, o que parecia validar a crítica de Kramer à promiscuidade homossexual. Kramer acabou por ser de certa forma redimido na comunidade gay, e em junho de 2020, acabaria por ser incluído entre os “pioneiros, exploradores e heróis” americanos do "National LGBTQ Wall of Honor" no monumento nacional a Stonewall, em Nova Iorque, o primeiro monumento nacional americano dedicado à história e aos direitos LGBTQ.
Em Faggots, o protagonista se baseia na vida do próprio autor. Ao justificar a obra, Kramer afirmou: "Eu queria me apaixonar. Quase todas as pessoas que eu conhecia sentiam algo semelhante. Eu acredito que a maioria das pessoas, em algum grau, queriam o mesmo que eu estava procurando, mesmo que desprezassem publicamente a ideia como tola ou impraticável, ou dissessem que não poderíamos viver como os heterossexuais viviam, entre outras desculpas dadas". Sobre a recepção do livro, Kramer também disse: "O mundo heterossexual me considerou repulsivo, e o mundo gay me tratou como um traidor. As pessoas literalmente viravam as costas para mim enquanto eu caminhava por elas. Você sabe qual foi realmente meu crime? Eu escrevi a verdade. Foi isso que eu fiz: eu disse a verdade para todos que eu já havia conhecido".
Na época de lançamento, o Washington Post observou que o livro se foca numa "subcultura peculiarmente feia, cruel, perversa, depravada e sadomasoquista, na qual o amor não existe, uma subcultura que os homossexuais se esforçam por dizer que não é representativa da vida homossexual" e criticou Kramer por uma "escrita deveras má". O The New York Times também criticou a escrita de Kramer, afirmando que "frase por frase, uma da pior escrita [...] num manuscrito publicado". Faggots, no entanto, tornou-se um dos romances gays mais vendidos de todos os tempos . O romancista e poeta americano Reynolds Price escreveu que a relevância duradoura de Faggots se baseia no fato de que "qualquer um que procure por respostas na Internet às questões atuais descobrirá rapidamente que as feridas provocadas por Faggots ainda estão abertas". Embora o romance tenha sido inicialmente rejeitado pelas pessoas de quem Kramer esperava elogios, o livro nunca saiu de publicação e é frequentemente ensinado em aulas sobre literatura gay. "Faggots tocou um ponto sensível", escreveu o jornalista Andrew Sullivan. "O livro propagou uma sensação de que os homens gays poderiam fazer mais se se entendessem como plenamente humanos, se pudessem abandonar sua auto-aversão e o seu auto-engano...” . O estudioso gay John Lauritsen também escreveu sobre Faggots, dizendo: "O livro demonstrou coragem e perspicácia. Tocou um ponto muito sensível. Foi repugnante mas muito engraçado." Por outro lado, o historiador Martin Duberman escreve que "para mim, Faggots representou não uma clarividência misteriosa, mas meramente o negativismo sexual de Kramer".